# 庫尼諾瓦
庫尼諾瓦（羅馬化：Kuninova）是烏克蘭中部第聶伯羅彼得羅夫斯克州錫內利尼科韋區米科拉伊夫卡市鎮的村莊，分別距離錫多連科0.5公里和瓦西里基夫斯凯1公里，海拔高度126米，2001年人口72。